# Thesium schumannianum
Thesium schumannianum är en sandelträdsväxtart som beskrevs av Schlechter. Thesium schumannianum ingår i släktet spindelörter, och familjen sandelträdsväxter. Inga underarter finns listade i Catalogue of Life.